# 鄭若驊
鄭若驊，大紫荊勳賢，GBS，SC，JP（1958年11月11日—），香港資深大律師，曾任香港特别行政區律政司司長，兼任法律改革委員會主席、撲滅罪行委員會副主席和維護國家安全委員會成員。她亦同時為擁有土木工程師資格的特許工程師、特許仲裁員及專業調解員。第二任即現任丈夫為潘樂陶。

## 簡歷
鄭若驊於1958年11月11日在香港出生。畢業於嘉諾撒聖瑪利書院，其後於1981年在倫敦國王學院取得理學士（土木工程）學位，1986年在倫敦大學取得法律學士學位，並於翌年獲大律師資格，並於2000年晉升為資深大律師。她擅長於處理建築業與國際投資爭議的法律事務，並有豐富的國際仲裁及調解經驗。2008年，她通過全球選舉成為首位出任特許仲裁學會主席的亞洲女性。在任香港國際仲裁中心主席期間，她致力促進中港兩地仲裁合作，因此與中國關係良好。另外，鄭若驊的刑事檢控經驗較少，但公職經驗豐富，熟悉政府及公共政策的運作。例如她曾任臨時最低工資委員會、交通諮詢委員會、城市規劃上訴委員團、環境影響評估上訴委員會小組、上訴審裁團（建築物）等多個機構的主席，故有「女公職王」的外號。她在任交通諮詢委員會主席期間，曾為興建新道路出謀獻策。另外，在2008年處理的士要求加價事件時，其表現亦較為平穩，獲得政府與的士業界好評。她同時擁有土木工程師資格，並曾經與林鄭月娥在2004年共同處理保護海港協會對中環及灣仔填海計劃的訴訟，並獲得勝訴。因此，林鄭月娥曾對她表示讚賞，並表示若政府再遇到具爭議性的案件，她是政府首選的代表律師。
除了擔任大律師及不少公職外，鄭若驊亦在法學教育範疇貢獻良多。她在不少大學擔任法學教授，包括曾出任清華大學法學院國際仲裁與爭端解決高端研修專案主任、香港理工大學客席教授及中國政法大學榮譽訪問教授等。
2017年3月，當時在行政長官選舉勝出的林鄭月娥曾公開給予鄭若驊「非常欣賞和佩服」的評價，令其迅速成為律政司司長大熱人選。惟傳聞迅速轉變為鄭若驊婉拒加入政府的說法，而時任律政司司長袁國強亦繼續於第五屆政府中留任。袁國強選擇留任的決定，一直被視為只完成「一地兩檢」的工作，及後便會離任。而在第五屆政府就任後，袁國強頻頻受傳媒追問有關離任的問題，惟他從未有明確答覆。2017年12月，當「一地兩檢」的初步立法工作完成後，鄭若驊擔任下一屆律政司司長的消息再度傳出。
2018年1月5日，中華人民共和國國務院根據行政長官林鄭月娥的提名和建議，任命鄭若驊為律政司司長，接替離職的袁國強，並於翌日起生效。她在記者會上表示，她會堅持用法律原則客觀和理性分析《香港基本法》，並確保主管刑事檢控不受任何干涉，及以維護公眾利益為依歸，維護香港法治。由於鄭若驊的行事作風較為低調，過往亦甚少評論政治問題，因此泛民主派普遍對她持觀望態度。相比起屢受民主派指責為破壞法治的前任律政司司長袁國強，鄭若驊的任命並沒有引起他們顯著的迴響。1月6日履新的鄭若驊早上返回律政中心上班前，先到禮賓府，在行政長官林鄭月娥監誓下宣誓就職，並簽署誓言。 

## 家庭
由於鄭若驊私生活低調，外界對其家庭狀況了解不多，當時甚至有傳她是單身。直到上任後被揭發僭建一事，外界才知她原來已結婚兩次，現任丈夫就是「鄰居」潘樂陶。到2019年，鄭若驊懷疑無如實申報以私人執業身份處理仲裁案進度的時候，才再發現鄭原來有一子。
鄭若驊的第一任丈夫為土木工程師李匡華，兩人於1987年9月19日在尖沙咀天主教玫瑰堂登記結婚。鄭若驊育有一子，其兒子2011年6月至8月曾經於富而德律師行（Freshfields）的巴黎辦事處實習。
鄭若驊的第二任丈夫為香港工程師學會前會長潘樂陶，兩人於2016年12月29日在尖沙咀天際100登記結婚，主持婚禮的為前律政司司長、基本法委員會副主任梁愛詩，而後來成為運房局局長的陳帆則為男方證婚人。

## 要職生涯

### 政府官職
- 香港特別行政區律政司司長（2018年－2022年）

### 法律範疇
- 英國仲裁學會（東亞分會）主席（1997年－1999年）
- 特許仲裁學會主席（2008年－2009年）
- 國際商會國際仲裁院副主席（2010年－）
- 國際商事仲裁會副總裁（2010年－）
- 金融糾紛調解中心主席（2012年－2018年）
- 亞洲國際法律研究院聯席主席及執行委員會成員 （2023年－）[22][23]

### 法定機構
- 環境影響評估上訴委員會小組主席（2002年－2007年）
- 交通諮詢委員會主席（2004年－2010年）
- 上訴委員團（城市規劃）主席（2006年－2011年）
- 臨時最低工資委員會主席（2009年－2011年）
- 空運牌照局主席（2012年－2018年）

### 教育範疇
- 香港大學法律專業學系榮譽教授（1998年－2008年）
- 中國政法大學榮譽教授（2001年－2004年）
- 香港大學專業進修學院特邀教授（2003年－2010年）
- 中國政法大學客座教授（2005年－2008年）
- 哈爾濱工程大學客座教授（2005年－2009年）
- 香港大學特邀教授（2005年－2011年）
- 香港理工大學榮譽教授（2005年－）
- 香港城市大學法學院特邀教授（2006年－2008年）
- 清華大學法學院客座教授（2011年－2017年）
- 清華大學法學院國際仲裁與爭端解決課程主任（2012年－2017年）
- 清華大學國際仲裁與爭端解決專案主任及教授（2023年3月20日－）[24]

## 榮譽
- 2006年：香港銅紫荊星章
- 2012年：香港金紫荊星章
- 2021年：香港大紫荊勳章

## 民望
香港民意研究所（前身為香港大學民意研究計劃）在2019年7月16日公布最新的特首及問責官員的民望評分，是香港民意研究所創立後首次公布民調結果。香港民研於7月2日至8日以電話隨機訪問1,025人，律政司司長鄭若驊的民望評分再創新低，民望評分為21.6分，較上月大跌7.9分，反對率高遠68%，被評為「表現拙劣」，是官員評分中歷來最低。
香港中文大學亞太研究所在2019年8月5日最新公佈的一份對特區政府及官員民調，顯示7月份市民對特區政府不滿意率高達63%，普通和滿意分別只有21%和15.3%，不滿意率較上月的歷史最高位上升2.6個百分點，再創史上不滿意度新高。此外，特首林鄭月娥和三名司長的評分也同樣創歷史新低。受多宗醜聞影響、主理《逃犯條例》修訂事宜的律政司司長鄭若驊的評分，也從上月的26.8分，下跌2.7個百分點，到只有24.1分。。
2019年8月13日，香港民意研究所再公佈民意調查，於8月1至6日期間，訪問逾1000名香港居民，調查顯示3名司長中的評分，只有鄭若驊下跌，跌了1.2分到20.3分，成為鄭上任1年7個月以來新低。此外，鄭若驊的支持率淨值亦是三司中最低，錄得負53個百分點，惟已較上月上升5個百分點。10月8日，該民調顯示鄭若驊得分14.7分，支持率淨值為負69個百分點。

## 相關新聞事件

### 大宅僭建風波

#### 屯門海詩別墅

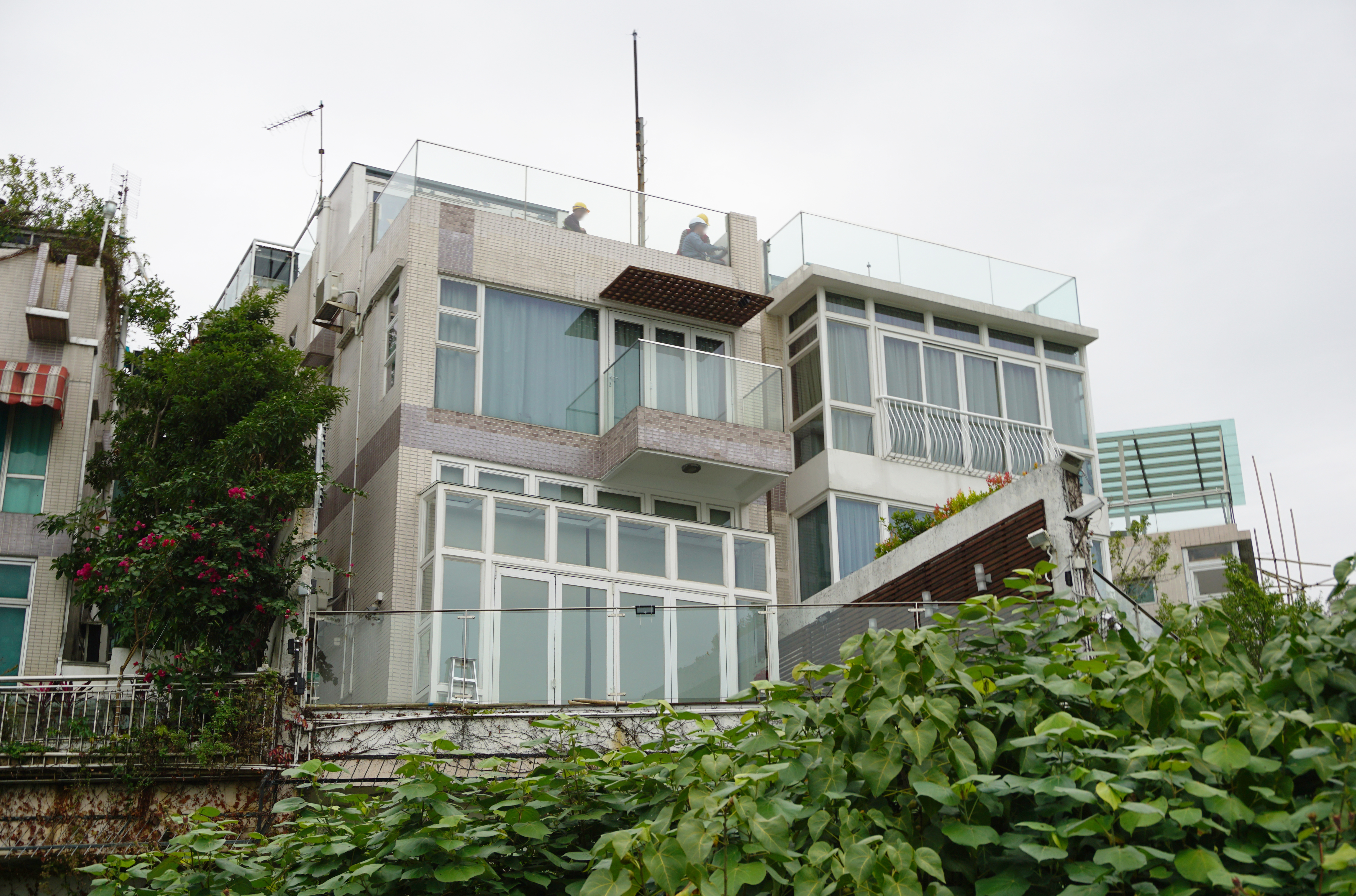
鄭若驊的海詩別墅3號屋（左）及丈夫潘樂陶的4號屋（右）被揭發多處僭建

2018年1月5日，《蘋果日報》及《明報》先後報導其位於屯門大欖樂翠街海詩別墅4號有多處懷疑違規僭建，包括地庫、天台屋、改建圍欄和外牆，以及在花園加建水池等。此獨立屋乃是她以獨資擁有的「柏星發展有限公司」名義，於2008年以2600萬元購入，上手業主為富港投資有限公司，股東之一為建築師梁世雄。鄭若驊2008年購入4號屋的轉讓契約，共有33條英文條款，唯獨第34條以中文撰寫，內容指「該物業將以現有狀況之下由買方購入，買方曾被邀請檢查物業……買方同意及接受該物業之現狀，不得藉此拒絕交易」；契約由鄭若驊簽署。
其夫前工程師學會會長潘樂陶則為鄰座3號屋屋主，兩屋花園有一暗門互通。其夫的獨立屋同樣有多處懷疑違規僭建，包括：天台屋、玻璃陽台、水池、地庫。
1月6日，鄭召開記者會解釋事件，稱僭建物在她購入物業時已存在，並非由她興建。她承認自己的警覺性可以做得更好，並對公眾造成不便表示抱歉。
1月7日，《蘋果日報》記者利用Google Earth系統翻查海詩別墅過去10年的衛星圖，發現4號屋在鄭若驊購入前後明顯有差異，而其夫的3號屋亦是在購入前後不同，質疑兩屋的僭建物是在購入後加建。
1月9日，屋宇署到鄭若驊夫婦的獨立屋視察，發現共有9項僭建物。兩屋共僭建約1732平方呎。其中，鄭若驊持有的4號屋僭建物包括：
1. 一間天台屋，長3.5米、闊2.5米、高2.5米
2. 地下樓層有外牆擴建物，長5米、闊0.5米、高3.5米
3. 地下車房對出有15平方米L形玻璃簷篷
4. 地下樓層下有地庫，高約2.5米、面積約50平方米

1月12日，《蘋果日報》記者發現鄭當年購入該單位時，向渣打銀行簽訂的按揭文件及樓契，並無提及屋內有地庫，且簽字保證物業詳情屬真實完整。多名法律界人士質疑，鄭若驊或已觸犯《盜竊條例》中「以欺騙手段取得金錢利益」罪。
1月24日，《蘋果日報》取得鄭若驊夫婦獨立屋地庫內部照片，每座面積逾500方呎。鄭若驊的地庫設以日式榻榻米為主題的休息室及音樂室，潘樂陶地庫則有大廳、私人影院及酒窖。記者更在毗鄰獨立屋的基座擋土牆外發現分體式冷氣及通風口等裝置，反映其他大屋亦有可能僭建地庫。
同年12月21日，刑事檢控專員發表聲明，以證據不足為由決定不對4號屋業主鄭若驊提出檢控，聲明解釋4號屋部分僭建物在鄭遷入前已存在，其他僭建物則未能確定建成時間，未能確定是否由鄭若驊所建。

#### 淺水灣海峰園
鄭若驊1月21日上午出席商台節目《政好星期天》時，當被問到有無其他物業有僭建時，她未有直接回應。直至同日深夜11時，鄭若驊發出新聞稿，再披露她位於港島南區的物業有三處僭建，指全部買入時已經存在。記者翻查記錄，有關物業位於淺水灣道19號海峰園低層，2017年鄭以6200萬購入，買賣文件顯示，鄭若驊接受物業所有當時狀況；文件列明「買家知悉該物業內存有僭建及/或改建及/或加建成份。買家知悉該僭建/改建/加建的有關狀況並沒向政府或有關當局申請及確定批核與否。」，並她丈夫工程師學會前會長潘樂陶簽名作實。
有別於2008年以公司名義購入屯門海詩別墅，鄭是利用個人名義購入海峰園的單位，她以「首置」身份購入，相對用公司名義購入，印花稅相差近1600萬元。
2018年1月26日，屋宇署發新聞稿，指鄭若驊在淺水灣海峰園的物業，共有5項僭建物，較鄭原先公布的3項為多，當中包括：欠妥的防護門廊、經改動的窗戶、露台圍欄、冷氣機小型支架以及欠妥的防火門，其中前兩者屬「須予以取締」類別的僭建物。這和鄭若驊1月21日稱：其位於南區的物業海峰園有3處違規改動，並「無其他需修正地方」的說法不同。

#### 火炭金豪工業大廈
2018年1月26日，屋宇署發新聞稿，指鄭若驊報稱用作儲物的火炭金豪工業大廈單位有4項僭建：冷氣機支架、冷氣機小型支架、欠妥的防火門以、加建的間牆，其中冷氣機支架屬「須予以取締」類別的僭建物。

#### 沙田駿景園
2018年1月26日，屋宇署發新聞稿，指鄭若驊沙田駿景園單位的僭建物為不符規格的防火門。

#### 鄭若驊夫婦僭建物摘要
以下是有關潘樂陶、鄭若驊夫婦的僭建物摘要：
|    | 業主   | 單位              | 僭建物                                                 | 公佈日期   |
| -- | ------ | ----------------- | ------------------------------------------------------ | ---------- |
| 1  | 鄭若驊 | 海詩別墅4號獨立屋 | 一間天台屋，長3.5米、闊2.5米、高2.5米                  | 2018-01-09 |
| 2  | 鄭若驊 | 海詩別墅4號獨立屋 | 地下樓層有外牆擴建物，長5米、闊0.5米、高3.5米          | 2018-01-09 |
| 3  | 鄭若驊 | 海詩別墅4號獨立屋 | 地下車房對出有15平方米L形玻璃簷篷                      | 2018-01-09 |
| 4  | 鄭若驊 | 海詩別墅4號獨立屋 | 地下樓層下有地庫，高約2.5米、面積約50平方米            | 2018-01-09 |
| 5  | 潘樂陶 | 海詩別墅3號獨立屋 | 一間天台屋，長3.5米、闊2.5米、高2.5米                  | 2018-01-09 |
| 6  | 潘樂陶 | 海詩別墅3號獨立屋 | 地下樓層有1個兩層高的外牆擴建物，長1米、闊5米、高7.5米 | 2018-01-09 |
| 7  | 潘樂陶 | 海詩別墅3號獨立屋 | 地下車房對出有2個分別是8平方米及4平方平的玻璃簷篷      | 2018-01-09 |
| 8  | 潘樂陶 | 海詩別墅3號獨立屋 | 地下樓層下有地庫，高約3.5米，面積約50平方米            | 2018-01-09 |
| 9  | 潘樂陶 | 海詩別墅3號獨立屋 | 花園水池構築物，長5米、闊2.5米、高1米                  | 2018-01-09 |
| 10 | 鄭若驊 | 淺水灣海峰園      | 欠妥的防護門廊                                         | 2018-01-26 |
| 11 | 鄭若驊 | 淺水灣海峰園      | 經改動的窗戶                                           | 2018-01-26 |
| 12 | 鄭若驊 | 淺水灣海峰園      | 露台圍欄                                               | 2018-01-26 |
| 13 | 鄭若驊 | 淺水灣海峰園      | 冷氣機小型支架                                         | 2018-01-26 |
| 14 | 鄭若驊 | 淺水灣海峰園      | 欠妥的防火門                                           | 2018-01-26 |
| 15 | 鄭若驊 | 火炭金豪工業大廈  | 冷氣機支架                                             | 2018-01-26 |
| 16 | 鄭若驊 | 火炭金豪工業大廈  | 冷氣機小型支架                                         | 2018-01-26 |
| 17 | 鄭若驊 | 火炭金豪工業大廈  | 欠妥的防火門                                           | 2018-01-26 |
| 18 | 鄭若驊 | 火炭金豪工業大廈  | 加建的間牆                                             | 2018-01-26 |
| 19 | 鄭若驊 | 沙田駿景園        | 不符規格的防火門                                       | 2018-01-26 |

#### 相關資歷
鄭若驊回應說不知道住了十年的獨立屋有僭建，因自己並非認可人士，沒這方面的專業知識。 然而傳媒發現鄭有以下的資歷：
- 根據《憲報》，由2000年12月1日至2006年11月30日，鄭若驊兩度獲委任為《建築物條例》上訴審裁團主席，該審裁團大部分工作是處理有關僭建的上訴。[49]

- 鄭若驊曾撰寫一本名為《Construction Law and Practice in Hong Kong》（香港建築法及實務）的英文專書[50]，內容有提到2006年及2010年涉及僭建的案例，該書2004年發行第一版，2013年發行第三版。[51]該書第三版第10章2biii節中，有提及僭建案例，亦明確指出僭建的定義，以及沒有屋宇署批准的建築即屬違法。[52]

- 鄭若驊曾於香港城市大學法律學院舉辦為期兩天的座談會，主講建築專業人員角色與合約原則，以及工程索償問題。[51]

- 鄭若驊在2000至2001年間，出任「香港建築法學會（Society of Construction Law Hong Kong）」理事會成員。[52]

- 鄭若驊曾打僭建官司，她於2003年曾代表一名買家控告賣方單位不符《建築物條例》，案中鄭提出多項建築工程法例上的技術細節。而案件關注點之一就是有關窗台之工程是否屬違規建築。[53]

#### 後續
2018年10月至12月，鄭若驊丈夫潘樂陶斥資逾1.6億元，先後購入兩個位於半山的豪宅單位，其中一單位以公司轉讓方式購入，「避稅」至少逾千萬元；鄭若驊亦無向行政會議及政府申報有關物業，但由於正值逃犯修例爭議在社會的迴響非常大，「申報風波」被掩蓋，鄭若驊避過被議員追擊。
2019年7月，鄭若驊被指與丈夫潘樂陶共同持有安樂工程的股份，市值約10億元，但並未有按規定向行政會議申報。

### 立法會出席率
2018年9月，《東方日報》報道指包括鄭若驊在內多名官員的2017/18年度立法會出席率相當低，部分不足50%，其中鄭若驊最低，只有25%。

### 訪英期間遇示威者而跌倒受傷
伦敦时间2019年11月14日，鄭若驊在英國倫敦出席特許仲裁學會所舉辦的講座「Alexander Lecture 2019」期間，遭多名支持反修例運動示威者抗圍堵，示威者高呼「五大訴求缺一不可」，并不斷辱罵她「殺人犯」、「可恥」等，鄭若驊在混亂中跌倒。郑若骅事后发表声明表示當日「被蒙面人推跌在地上受傷」，並已報警處理。
香港特区行政长官林鄭月娥表示強烈譴責襲擊行為，并對事件表示憤慨，批評襲擊行為野蠻，超越文明社會底線，期望當地警方積極跟進，將涉案者繩之於法。中國駐英國大使館发表声明，对此事件表示強烈憤慨和嚴厲譴責，并要求英國警方予以徹查，將肇事者繩之以法，並加強對中國在英人員和機構的安全保衛。中国外交部驻港公署负责人表示强烈义愤和强烈谴责，敦促英国政府和警方切实负起责任，将犯罪分子绳之以法。中国外交部发言人耿爽在例行记者会上就此事表示强烈愤慨和严厉谴责。
鄭若驊稱其左手腕脫臼兼骨折，手部神經有受損的症狀，其左手未能正常活動至少3個月至1年。英國警方被傳媒訪問時回覆表示鄭若驊的傷勢「並不嚴重（it's not serious）」，記者再追問其具體傷勢，警方再次強調「那並不嚴重（it is just not serious）」；亦有網民指，鄭在中國大使館見記者時身穿緊身樽領毛衣，對一名聲稱手腕脫骹的重傷者而言，穿上這種衣服有一定難度，質疑鄭若驊有誇大傷勢之嫌。12月3日，鄭若驊回香港。鄭表示回港前曾從英國飛往北京作進一步治療，英國《金融時報》指鄭本來想辭職留在英國，但北京卻不准許她辭職，下令要她回香港。事後不少網民稱之為「臼主」，以諷刺其手腕「甩骹」兼骨折。

### 因侵犯人權及破壞香港自治被美國制裁
2020年8月7日，美國財政部宣佈《第13936號行政命令》，轄下外國資產控制辦公室已採取執法行動，依法制裁11名侵犯人權及損害香港自治的中港官員並公開其個人資料以供識別，被制裁者包括林鄭月娥及鄭若驊等人，並與在中非共和國犯下多起強姦與殺戮罪行的軍閥布·西迪·蘇萊曼於當日被一同列入《特別指定國民和被封鎖人員》名單。被執行制裁的人士除了其美國資產會被凍結外，在海外及香港銀行服務亦極可能會被取消，亦限制使用美國公司的產品及服務。
截止8月10日，匯豐、渣打、星展等國際銀行陸續發聲明表示將配合美國制裁林鄭月娥等人。8月12日，彭博報道，開始有中資銀行執行美國的制裁令，暫停為被制裁的林鄭等11名中港官員開新戶。
鄭若驊持有的安樂工程公司，在8月11日宣佈將子公司Transel Elevator & Electric Inc.（TEI）的2%股份回售予主席Mark Gregorio，令安樂工程持股由51%減至49%以逃避制裁。傳媒人蕭若元指出，安樂工程對TEI的減持發生在制裁宣佈後，應該無法協助TEI逃避制裁。由於鄭若驊曾表示被美國制裁是她的「光榮」，鄭若驊也被香港輿論詢問為何安樂工程要試圖逃避制裁以減少被制裁的「榮光」。

### 連環介入私人檢控
2020年8月18日，即相關案件被提出私人檢控後7個月，向法院提出私人檢控的立法會議員許智峯透露，他接到律政司的通知，稱身為司長的鄭決定介入有關案件，指控方將會申請撤回有關傳票，向法庭申請於同月20至28日期間作審訊，兼要求豁免有關的交通警出庭。而對於此決定， 許表示極度憤怒，且直斥鄭有關舉動是「以人治取代法治」 兼質疑律政司選擇包庇被告人，衝擊普通法下市民提出私人檢控的權利。最後，許指自己會與律師團隊相討，更稱不排除會在短期之內提出司法覆核。
而在同月20日，鄭再一次對許對深水埗的士司機剷上行人路撞傷示威者的事件作介入，申請豁免案中被告鄭國泉上庭出席聆訊。而對鄭再一次介入許的私人檢控，再直斥鄭的舉動是企圖封殺港人在普通法下可以行使的法律權利，又指已去信要求鄭交代其介入的理據，亦會爭取在鄭回應後對她的介入作司法覆核。
再於同年11月6日, 以鄭為首的律政司, 亦介入了另一名時任立法會議員陳志全對現任議員郭偉強, 指其於同年5月在立法會上, 對陳進行襲擊的私人檢控。而即使在要求在有新聞片段清楚顯示是郭把陳拉跌的情況下, 律政司亦堅持對郭不提證供起訴之決定, 因而被陳批評其舉動是形同撒控。

## 偏頗言論
2020年1月13日，律政司長鄭若驊在法律年度開幕典禮致辭時提到，2019年社會動盪不休，暴力橫行會令香港變成「暴徒統治，而不是法治」，受到社會及法律界廣泛批評。
香港大學法律學院教授、名譽資深大律師陳文敏1月14日接受商業電台訪問時，批評鄭若驊的說法以偏概全，又稱律政司長不單是政府官員，也是公眾利益的守護者，他稱從過往事件可見鄭若驊忘記自己是公眾利益守護者的身分，又認為她的評論對事件沒有幫助。在反修例運動中，有小部分抗爭者使用暴力，但也有不少是和平示威者，他們只是對社會公義及不公平發聲，政府的說法以偏概全，不是客觀和恰當的處理態度。他指出，律政司提出檢控時，除了要視乎是否有足夠證據，公眾利益也是重要考慮。他認為部分案情性質輕微，控方可不提出檢控，以其他政策性方法處理，有助修補社會撕裂。

## 其他
由於其姓名與運輸及房屋局前局長鄭汝樺相似，因此曾被誤認是鄭汝樺的姊妹。

## 著作
- 《Hong Kong Law Library: Construction Law and Practice in Hong Kong》-- Sweet & Maxwell 出版
- 《Arbitration in Hong Kong: A Practical Guide》-- Sweet & Maxwell 出版
- 《International Council for Commercial Arbitration Congress Series》-- Kluwer Law International 出版 [83]